# Троїцький Владислав Юрійович
Владисла́в Юрійо́вич Тро́їцький (нар. 26 листопада 1964, Улан-Уде, СРСР) — український театральний актор, режисер, драматург і телеведучий. Засновник першого в Україні незалежного театру Дах, засновник і художній керівник гуртів Дахабраха, фрік-кабаре Dakh Daughters, лялькове кабаре ЦЕШО, проєкту NOVAOPERA. Засновник і президент міжнародного мультидисциплінарного фестивалю ГОГОЛЬФЕСТ. Режисер у театрах України, Німеччини, Угорщини, Польщі, Швейцарії. Офіцер Ордену Мистецтв і Літератури. Лауреат Шевченківської премії 2020 року за оперу-реквієм «Йов».

## Життєпис
Народився 26 листопада 1964 року в м. Улан-Уде (Росія). В 11 років переїхав з батьками в Україну.
Закінчив Київський політехнічний інститут (радіотехнічний факультет, 1987), а також аспірантуру при ньому (1990). Пізніше, 2002 р., закінчив також Російську Академію Театрального Мистецтва (в минулому — «ГИТИС»), режисерсько-акторський факультет, курс Б. Юхананова.
У 1994 році заснував Центр сучасного мистецтва «Дах», з того часу — продюсер, художній керівник, режисер, актор ЦСМ «ДАХ».
З 1996 по 2000 рр. при ЦСМ Дах працює заснована Владом режисерсько-акторська «Школа».
З 2003 по 2006 рр. викладав у Київському Державному університеті кіно і телебачення імені І. К. Карпенка-Карого (акторський курс Л. Танюка).
У 2004 році  створив етно-хаос гурт «ДахаБраха».
У 2007 році заснував аудіо-музично-візуально-театральний фестиваль «ГОГОЛЬФЕСТ».
У 2012 році створив фрик-кабаре «Dakh Daughters».
У 2014 році створив проєкт NOVA OPERA.

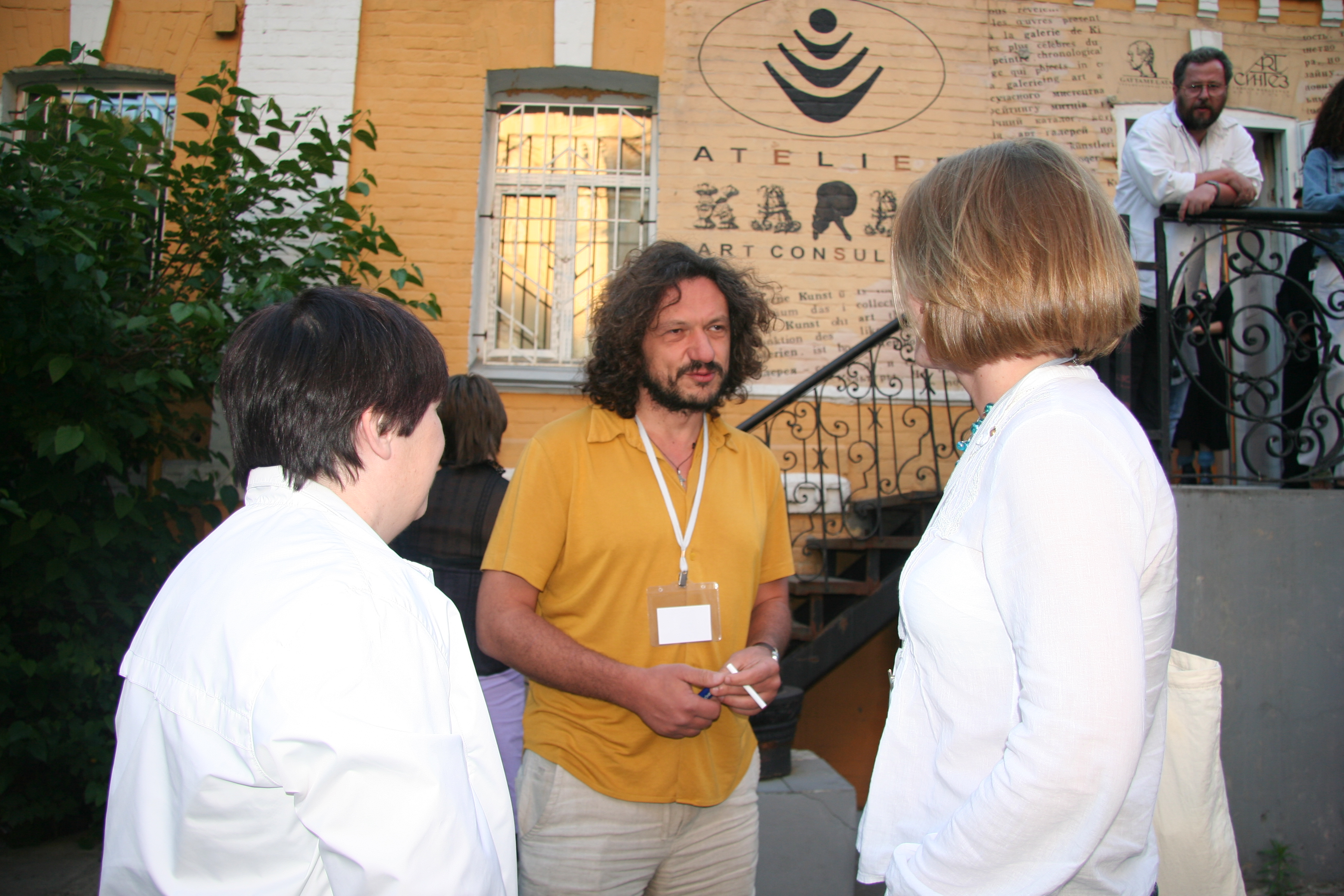
Влад Троїцький під час засідання журі кінофестивалю "Відкрита Ніч" в "Карась Галерея", 2008

У 2017 році створив лялькове кабаре ЦеШо.
Працював як режисер у театрах Угорщини, Польщі, Швейцарії, Німеччини.
Учень В.Оглобліна, КЛІМа, Б.Юхананова, І.Лисова, В.Більченко, А.Бартєньєва.  
Лауреат премії «Київська пектораль» (2001 і 2002 рр.). Заслужений діяч мистецтв України (2014). Офіцер Ордену Мистецтв і Літератури (2018). Лауреат премії імені Василя Стуса (2019).
Живе і працює в Києві.

## Режисерські роботи

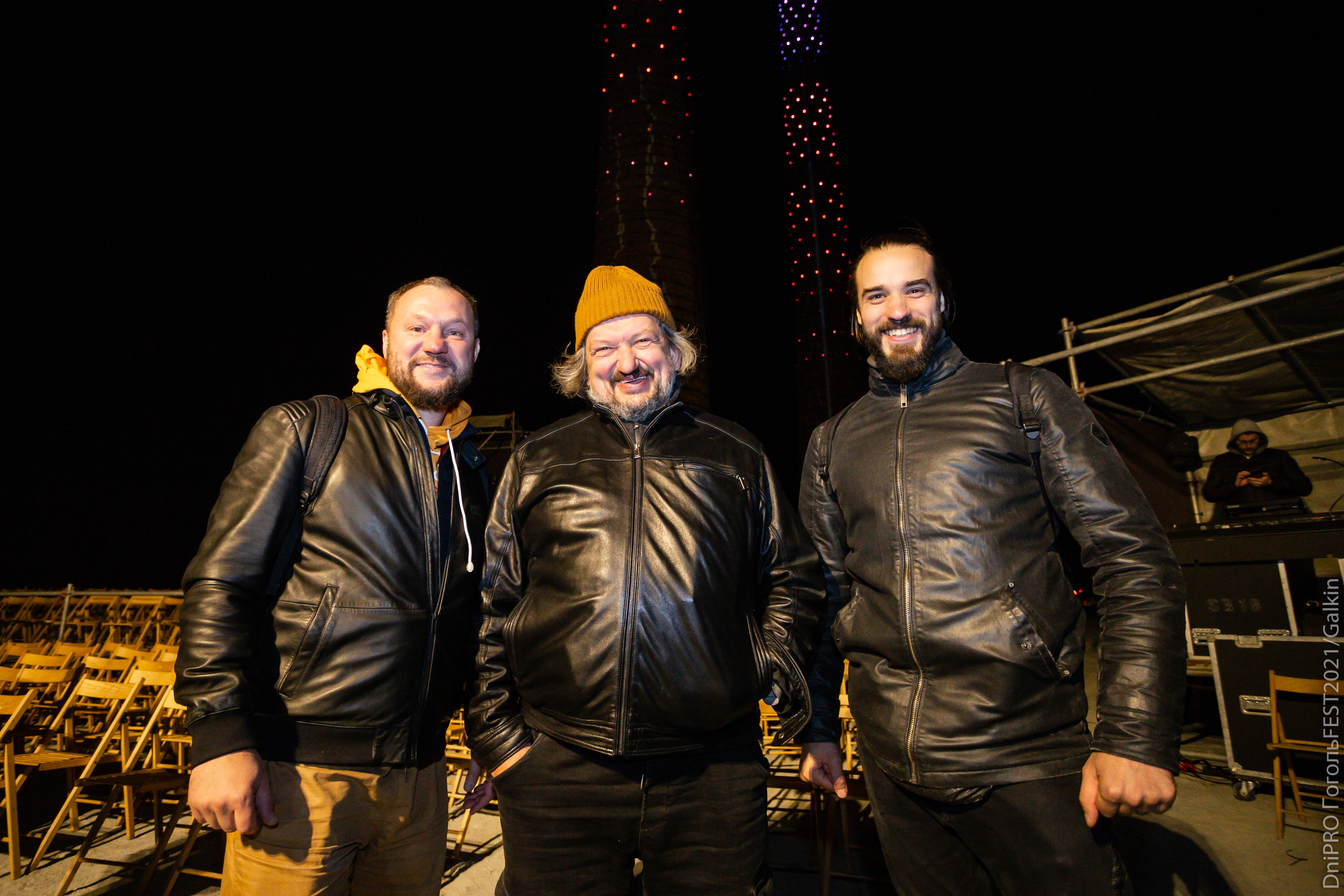
Владислав Троїцький разом із Андрієм Палатним та Максимом Демським на спец-події «ТРУ», фестиваль «DniProGogolFest», Дніпро, 2021

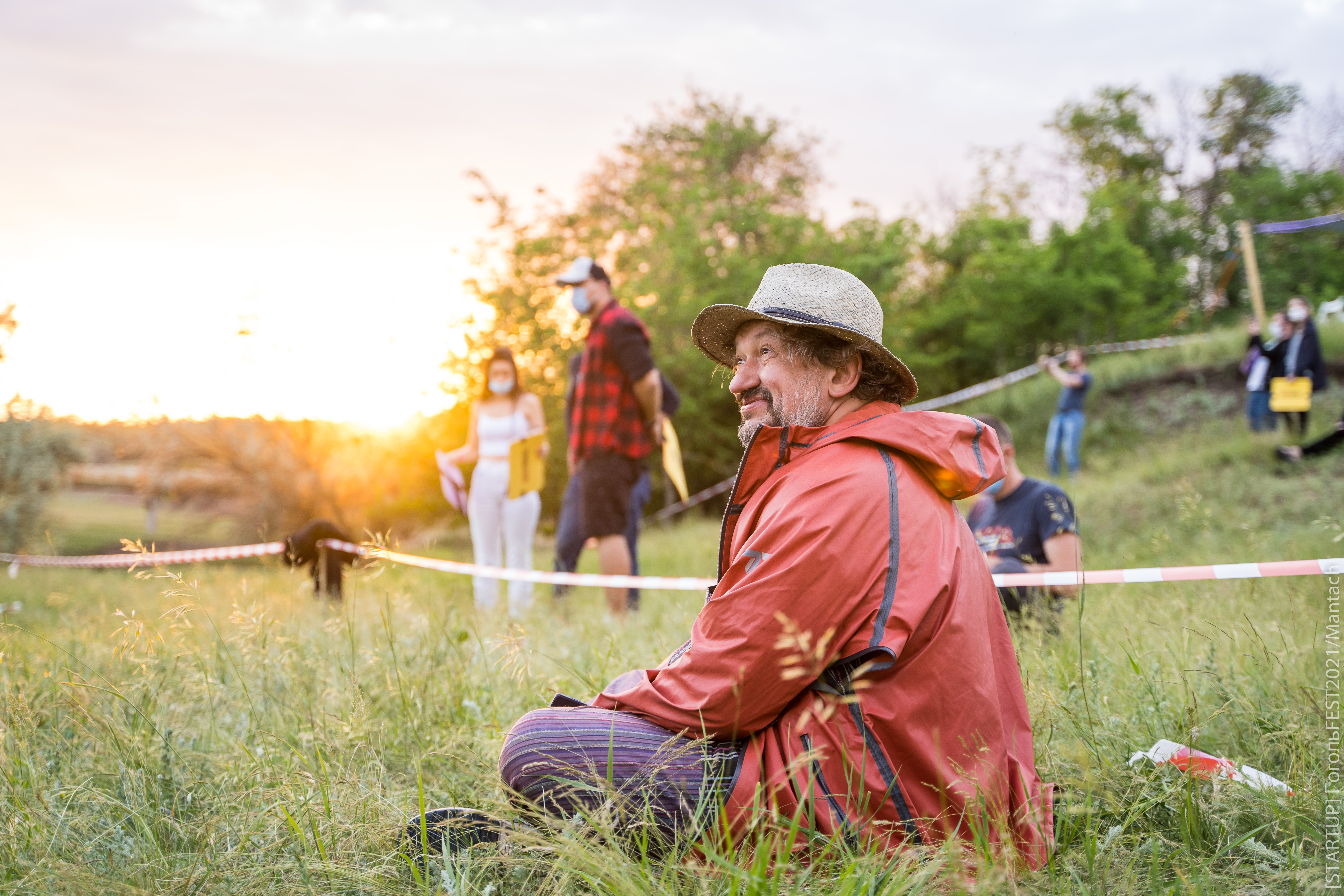
Владислав Троїцький на спец-події «Дорога додому», фестиваль «StartupGogolFest», Маріуполь, 2021

- 1996 — «За закритими дверима» Ж.-П. Сартра (постановка на території музею М. Заньковецької)
- 1996 — «Колекціонер» Дж. Фаулза (постановка на території музею М. Заньковецької)
- 1997 — «Ескоріал» М. де Гельдерода
- 1997 — «Ігри за Мамлєєвим» за мотивами творів Ю. Мамлєєва
- 1997 — «Слово безумця на свій захист» за повістю А. Стріндберга
- 1998 — «…четвертий зайвий…» ("…четвертый лишний… "), за мотивами роману «Чапаєв і Порожнеча» В. Пелевіна
- 2000 — «Достоєвський-Честертон: „Парадокси злочину або самотні вершники Апокаліпсису“» ("Достоевский-Честертон: «Парадоксы преступления или одинокие всадники Апокалипсиса») за п'єсою КЛІМа
- 2001 — «…У пошуках втраченого часу…Життя…» (проєкт «ДАХ»- «Божичі»)
- 2002 — «Кам'яне коло» (проєкт «ДАХ» — «Древо»)
- 2003 — «Смутні часи» («Смутное время») за п'єсою КЛІМа
- 2004 — «Майже вистава майже за Піранделло, або Танець Смерті»
- 2005 — «Український Декамерон» за п'єсою КЛІМа (Одеський академічний український музично-драматичний театр імені В. Василька)
- 2005 — «Кава та Цигарки» за фільмом Дж. Джармуша
- 2005 — «Чонгор та Тюнде» за п'єсою М. Верешмарти (Театр ім. М. Верешмарти, м. Секешфахервар, Угорщина)[6]
- 2006 — «Одруження» за п'єсою М. Гоголя
- 2006 — «Український Декамерон» за п'єсою КЛІМа (ЦСМ «ДАХ»)
- 2006 — «Гамлет» В. Шекспіра (Берегівський Угорський національний театр ім. Дюлей Ійєша)
- 2007 — «Майже вистава майже за Піранделло або Танець Смерті. Реанімація»
- 2007 — «Дівчина із сірниками» за п'єсою КЛІМа
- 2007 — «Смерть Гоголя» (театральний проєкт)
  - 2007 — Поставовка на фестивалі «ГОГОЛЬFEST»
  - 2009 — Поставовка на фестивалі «ГОГОЛЬFEST»
  - 2009 — Поставовка на фестивалі у м. Щецин (Польща)
- 2007 — «АннА» за п'єсою Ю. Клавдієва
- 2007 — «Сексуальні неврози наших батьків» за п'єсою Л. Берфуса
- 2008 — «Безхребетність. Вечір для людей з порушеною поставою» за п'єсою І. Лаузунд
- 2008 — «Психоз 4.48» С. Кейн
- 2008 — «Едіп. Софокл» за п'єсою «Цар Едіп» Софокла (переклад І. Франка)
  - 2008 — Поставовка на фестивалі «Шешори Подільські»
  - 2009 — Поставовка на фестивалі «ГОГОЛЬFEST»
- 2009 — «Человек-подушка» М. Макдони (переклад П. Руднєва)
- 2009 — «Театр Медеї» за п'єсою КЛІМа
- 2009 — «DREAMS OF THE LOST ROAD» (синтетичне шоу за участі гурту «ДахаБраха»)
- 2009 — «Гоголь. P.S.» (Gogol. Utóirat) (Театр ім. Й.Катона, м. Кечькемед, Угорщина)[7]
- 2010 — «Бридкий» Маріуса фон Маєнбурга
- 2010 — «Едіп. Собача будка» за п'єсою «Цар Едіп» Софокла та за п'єсою «Собача будка. Антиутопія з життя мовчазної більшості» КЛІМа
- 2011 — «Ревизор» (Revizor) (Національний театр Чоконаї, м. Дебрецен, Угорщина)[8]
- 2011 — «Гофман. Опівнічні казки» (Éjféli mesék) за творами Гофмана (Театр «Барка», Будапешт, Угорщина)[9]
- 2012 — «Вій. Король землі» (Vii — le roi terre) за участі гурту «ДахаБраха» (Театр Віді-Лозанна, Швейцарія)
- 2012 — «Мертве місто» (A halott város) опера Еріха Вольфґанґа Корнґольда (Національний театр Чоконаї, м. Дебрецен, Угорщина)[10]
- 2012 — «Школа нетеатрального мистецтва» (поставка на фестивалі «ГОГОЛЬFEST»)
- 2013 — «Анна Карєніна» (Anna Karenina) за п'єсою КЛІМа (Театр «Барка», Будапешт, Угорщина)[11]
- 2014 — «Коріолан» опера («NOVA OPERA»)
- 2015 — «IYOV» опера-реквієм, твір для препарованого рояля, шістьох вокалістів, віолончелі та ударних композиторів Роман Григоріва та Іллі Разумейка ((NOVA OPERA)
- 2016 — «Український Декамерон» (Ukraiński Dekameron) за п'єсою КЛІМа («Театр Польскі», Варшава, Польща)
- 2017 — «Село Степанчиково» (Das Gut Stepantschikowo und seine Bewohner) за п'єсою КЛІМа (Магдебург, Німеччина)[12]
- 2017 — «Дівчина із сірниками» (Das Mädchen mit den Streichhölzern) за п'єсою КЛІМа (Магдебург, Німеччина)[13]
- 2017 — «Вавилон» опера-цирк композиторів Романа Григоріва та Іллі Разумейка (NOVA OPERA)
- 2017 — «Ковчег» опера-балет композиторів Романа Григоріва та Іллі Разумейка (NOVA OPERA та Totem Dance. Постановка на фестивалі «ГОГОЛЬFEST»)
- 2017 — «Терабак де Київ» (Terabak de Kyiv) за участі фрик-кабаре «Dakh Daughters» (Театр «Ле Монфор», Париж, Франція)[14]

### Проєкт «Сім днів з ідіотом»
Проєкт «Сім днів з ідіотом» (рос. «Семь дней с идиотом») за п'єсами КЛІМа:
- 2001 — День перший. «…печальний спектакль…» (рос. «…Печальный спектакль…»)
- 2002 — День другий. «Тлумач Апокаліпсису» (рос. «Толкователь Апокалипсиса»)
- 2003 — День третій «Грішний Ангел» (рос. «Падший Ангел»)
- 2004 — День четвертий «Без-сон-Ніцца» (рос. «Бес-сон-Ницца»)
- 2006 — День восьмий «…Ідіот…» (рос. «…Идиот…»)

### Проєкт «Україна містична»
Шекспірівський цикл «Україна містична» за участю етно-хаос гурту «ДахаБраха»:
- 2004 — «Пролог до „Макбета“»
- 2005 — «Річард ІІІ. Пролог»
- 2006 — «Король Лір. Пролог»

## Акторські роботи
- 1996 — «Ліричні діалоги» («Будинок вікнами в поле») за п'єсою О. Вампілова); реж. Володимир Оглоблін
- 1997 — «Роберто Зукко» за п'єсою Б.-М. Кольтеса; реж. Володимир Оглоблін
- 1999 — «Шельменко-денщик» за  п'єсою Григорія Квітки-Основ'яненка; реж. Володимир Оглоблін
- 1999 — «Підступність і кохання» за п'єсою Фрідріха Шиллера; реж. Володимир Оглоблін
- 2000 — «Васса Желєзнова» за п'єсою Максима Горького; реж. Володимир Оглоблін
- 2002 — «Свої люди — поквитаємось» за п'єсою Олександра Островського; реж. Володимир Оглоблін
- 2003 — «Смутні часи» («Смутное время») за п'єсою КЛІМа; реж. Влад Троїцький
- 2004 — «Весілля Кречинського» за п'єсою Олександра Сухово-Кобиліна; реж. Володимир Оглоблін

## Громадська позиція
Підписав петицію до президента Росії з вимогою звільнити українського режисера Олега Сенцова